# Charles-Édouard Hocquard

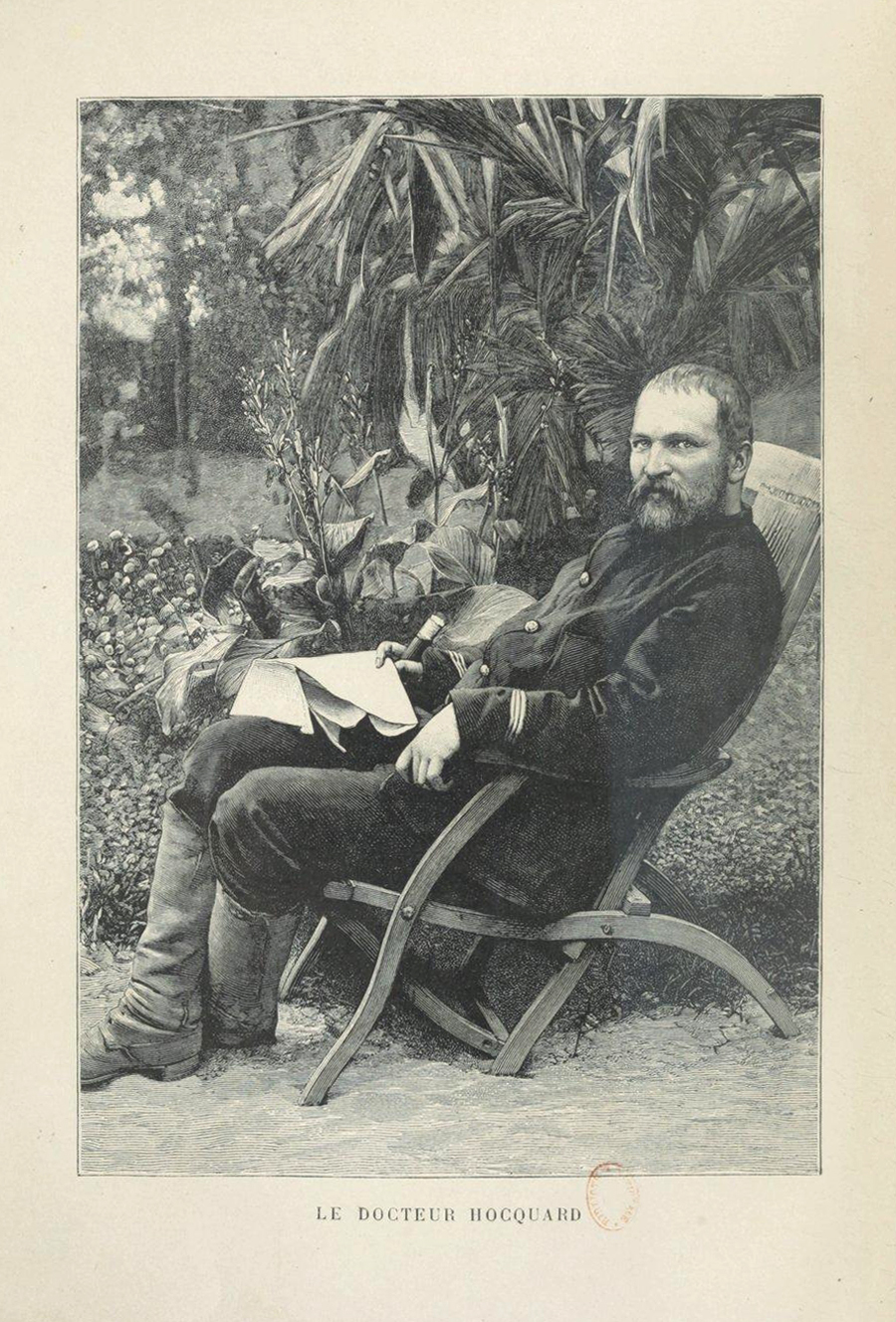
Bác sĩ, Đại úy hải quân Charles Edouard Hocquard. Bắc Kỳ, 1892.

Charles Edouard Hocquard (1853, Nancy - 1911, Lyon) là bác sĩ quân y, nhà thám hiểm và nhiếp ảnh gia người Pháp. Ông từng tham gia đội quân viễn chinh Pháp sang Đông Dương vào khoảng năm 1884, sau đó là Madagascar vào khoảng năm 1894. Ông đã chụp và xuất bản rất nhiều ảnh tư liệu có giá trị về Việt Nam và Madagascar xưa.

## Cuộc đời và sự nghiệp
Charles-Édouard Hocquard sinh ngày 15 tháng 1 năm 1853 tại Saint-Nicolas-de-Port (Nancy, Pháp). Thời thanh niên, ông theo học ngành quân y, làm bác sĩ thực tập tại bệnh viện Val-de-Grâce (Paris). Thời gian này, ông cũng nhanh chóng bộ lộ niềm đam mê nhiếp ảnh. Ông đã nghiên cứu bộ môn nhiếp ảnh dưới sự hướng dẫn của các nhiếp ảnh gia nổi tiếng. Thậm chí, ông còn từng phối hợp xuất bản với các bác sĩ khác một chuyên luận có tên "Hình ảnh học được áp dụng cho nhãn khoa" (Iconographie photographique appliquée à l'ophtalmologie) vào năm 1881..
Ông tình nguyện tham gia lực lượng viễn chinh Pháp sang Bắc Kỳ vào năm 1883 với tư cách y sĩ cứu thương bậc 2, tham gia nhiều chuyến khám phá Đông Dương từ biên giới Trung Quốc đến vùng châu thổ sông Sài Gòn. Bên cạnh nhiệm vụ chính thức là một y sĩ, ông còn làm nhiệm vụ một nhiếp ảnh gia. Ông chụp rất nhiều ảnh xã hội Việt Nam đương thời: nông dân, thợ thủ công, các học giả. Ông đi nhiều nơi, ghi nhận nhiều hình ảnh tư liệu quý giá với chiếc máy ảnh của Họa sĩ Hải quân (Peintre de la Marine) Gaston Roullet.
Khi trở về Pháp, ông cho trưng bày các tác phẩm của mình (117 bức ảnh) tại Hội chợ triển lãm Antwerp năm 1885 và nó đã giành được huy chương vàng. Tuy gặp một số giới hạn do cương vị sĩ quan, ông vẫn được phép xuất bản nhũng ghi chép của mình, được tập hợp thành loạt bài với tựa đề "Ba mươi tháng ở Bắc Kỳ" (Trente mois au Tonkin), đăng trên tạp chí Vòng quanh thế giới (Le Tour du Monde) giữa năm 1889 và 1891. Năm 1892, ông cho xuất bản tiếp tập ký "Một chiến dịch ở Bắc Kỳ" (Une campagne au Tonkin).
Tháng 12 năm 1894, ông đến Madagascar và Comoros. Ông được bổ nhiệm làm Trưởng ban Quân y của lực lượng viễn chinh Pháp tại Madagascar. Năm 1896, ông xuất bản một tập ký và hình ảnh, L'Expédition de Madagascar, journal de campagne.
Ông chết vì bệnh cúm năm 1911 ở Lyon, nơi ông làm Trưởng ban quân y ở đó.

## Giải thưởng
- Bắc đẩu Bội tinh đệ Tứ đẳng (Officier de la Légion d'honneur)

## Hình ảnh

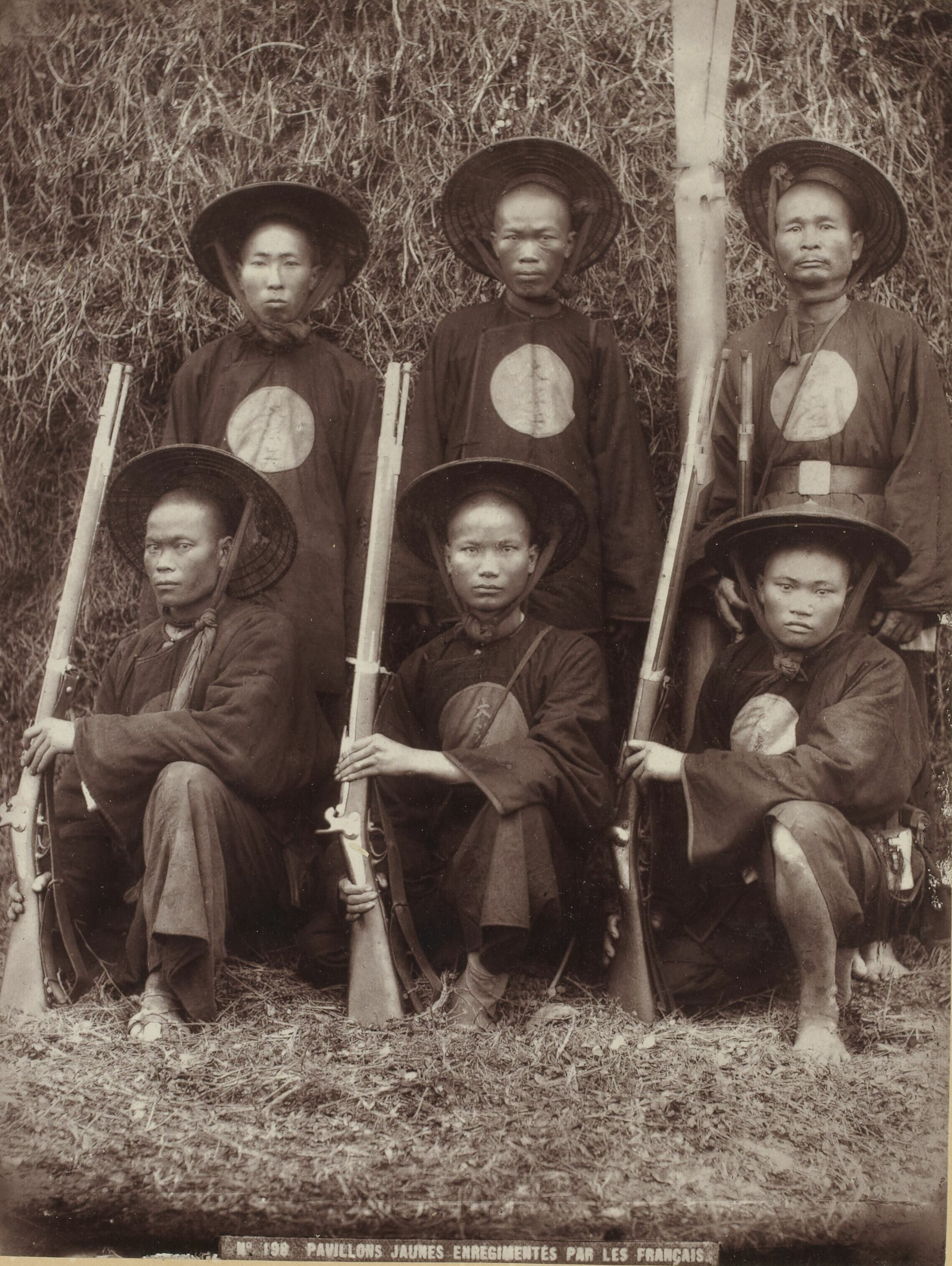
Lính Cờ Vàng, 1883-1886
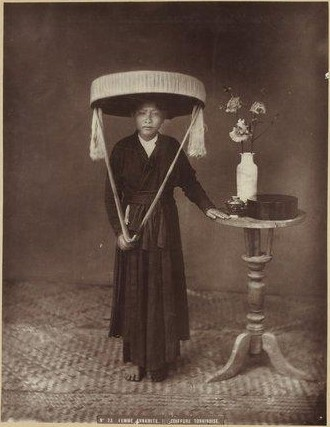
Phụ nữ Bắc Kỳ, 1883-1886
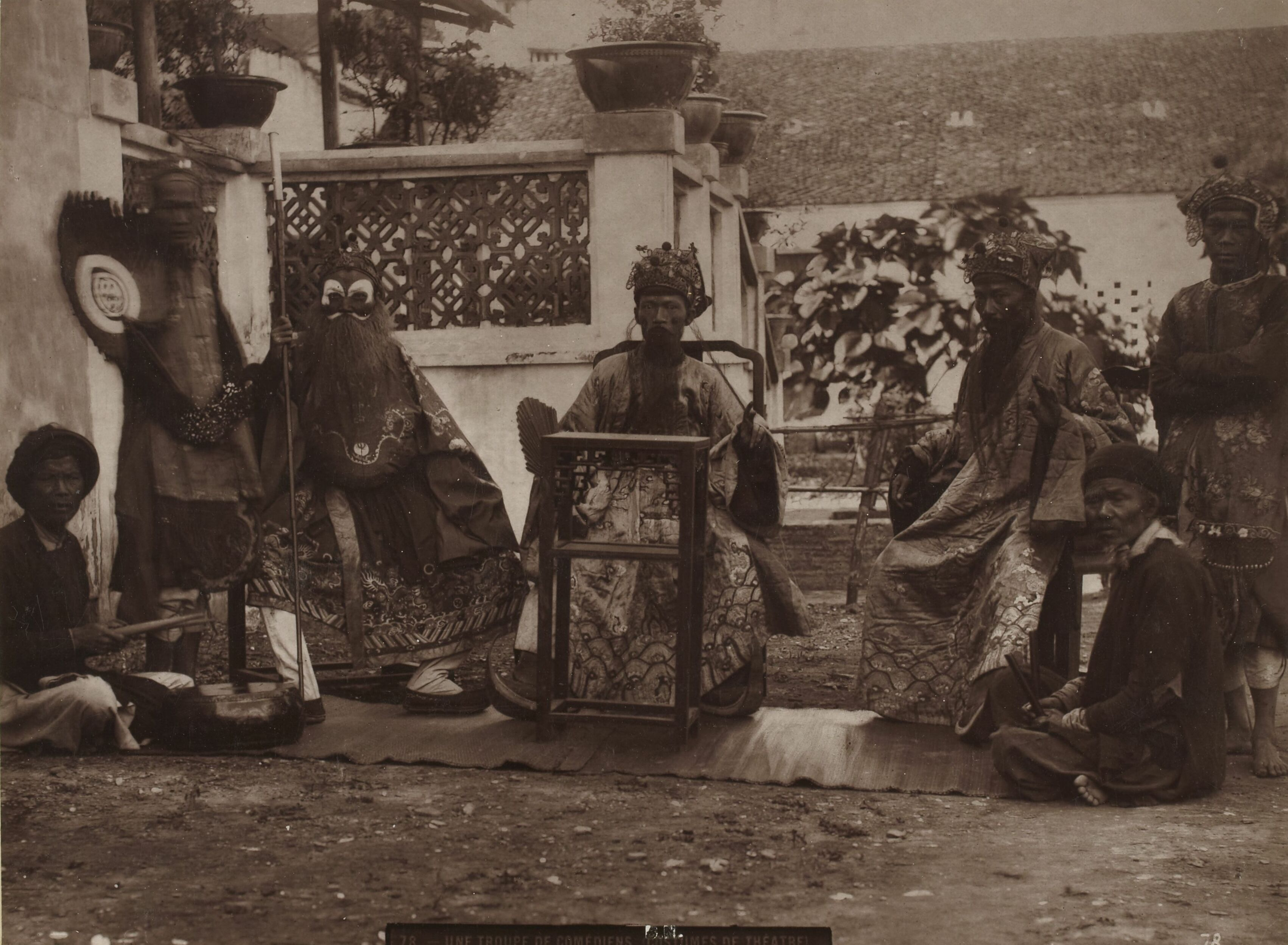
Diễn viên tuồng hát bội, 1883-1886
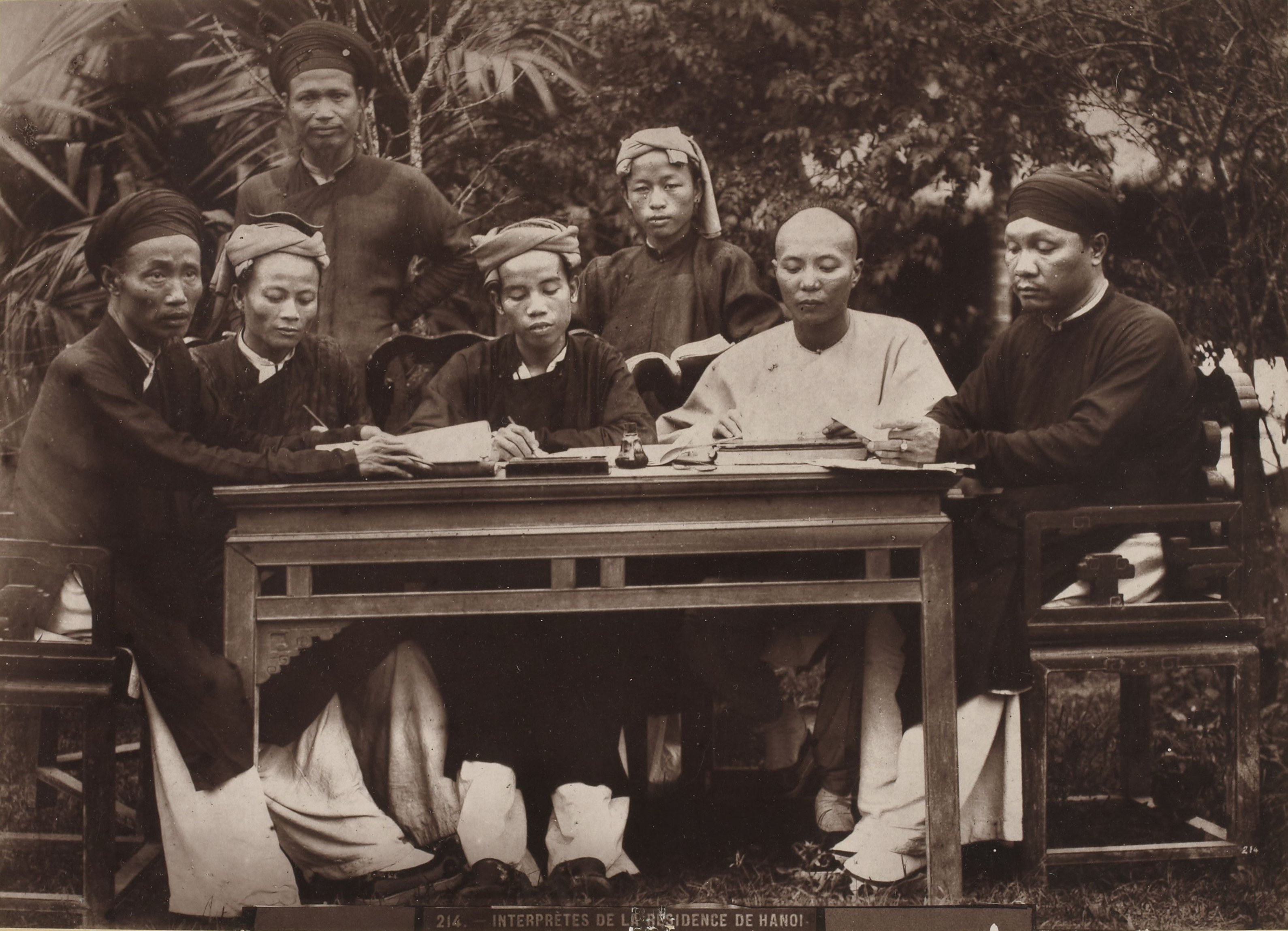
Nhóm thông ngôn Hà Nội, 1883-1886
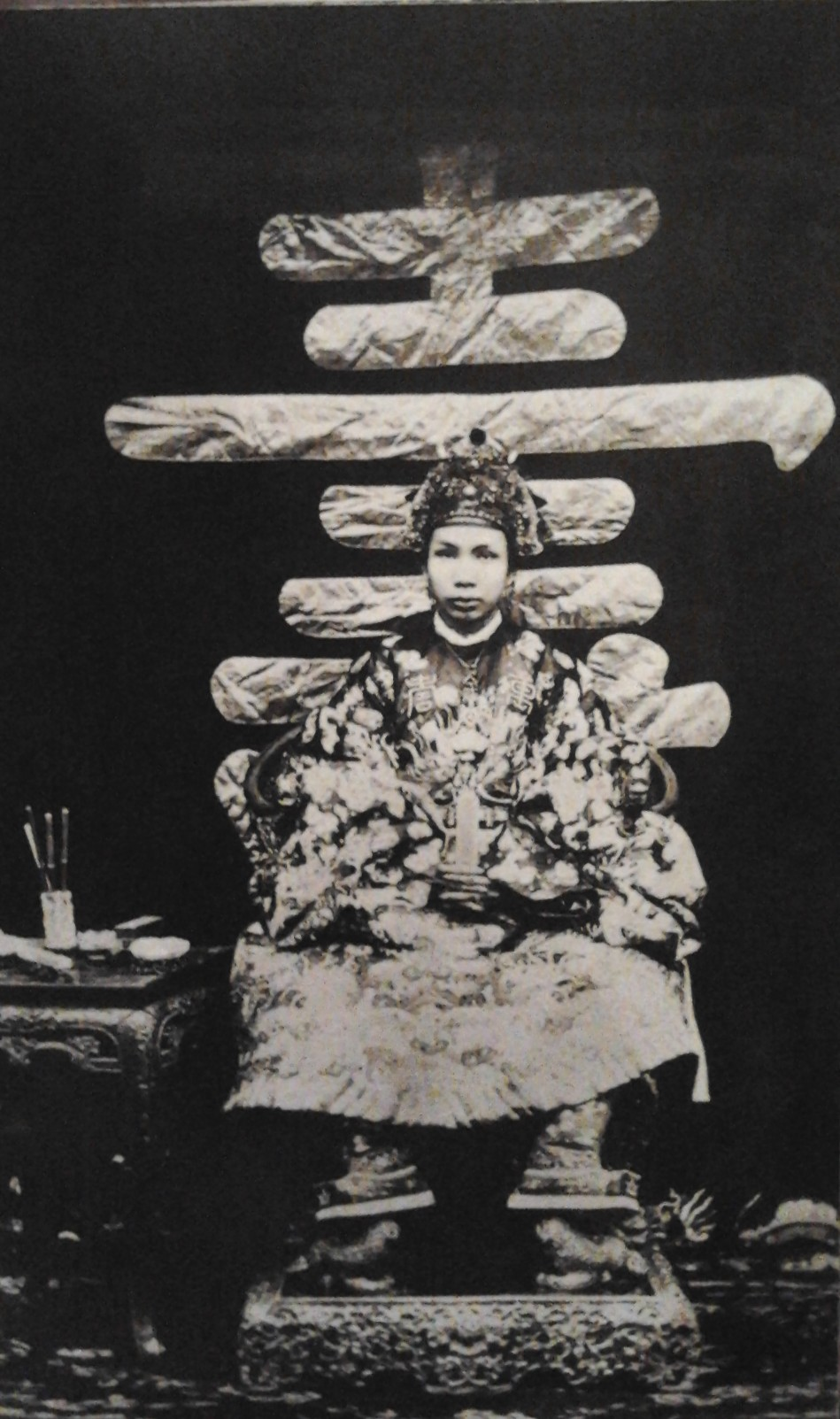
Lễ đăng cơ vua Đồng Khánh năm 1885

## Ấn bản
- Une campagne au Tonkin, Paris, Hachette 1892[3]
- Le Tonkin: vues photographiques, Paris, Henry Cremnitz, 1883-1886
- L'Expédition de Madagascar, journal de campagne, Paris, Hachette, 1897[2]